# Лісне (Волноваський район)
Лісне́ — село (до 2011 року — селище) Ольгинської селищної громади Волноваського району Донецької області України.

## Загальні відомості
Відстань до райцентру становить близько 10 км і проходить автошляхом місцевого значення. У селі розташований зупинний пункт 1184 км. Поруч із Лісним розташований лісовий заказник загальнодержавного значення «Великоанадольський ліс».

## Населення

### Мова
Розподіл населення за рідною мовою за даними перепису 2001 року:
| Мова       | Кількість | Відсоток |
| ---------- | --------- | -------- |
| українська | 81        | 80.2%    |
| російська  | 20        | 19.8%    |
| Усього     | 101       | 100%     |

За даними перепису 2001 року населення селища становило 101 осіб, із них 80,2 % зазначили рідною мову українську та 19,8 % — російську.